# Бабіха
Бабіха (пол. Babicha) — село в Польщі, у гміні Тушув-Народовий Мелецького повіту Підкарпатського воєводства.
Населення — 277 осіб (2011).
У 1975-1998 роках село належало до Ряшівського воєводства.

## Демографія
Демографічна структура станом на 31 березня 2011 року:
|          | Загалом | Допрацездатний вік | Працездатний вік | Постпрацездатний вік |
| -------- | ------- | ------------------ | ---------------- | -------------------- |
| Чоловіки | 135     | 28                 | 89               | 18                   |
| Жінки    | 142     | 33                 | 84               | 25                   |
| Разом    | 277     | 61                 | 173              | 43                   |